# Revolución de los Chapulos
La Revolución de los Chapulos o también llamada Guerra de los Chapulos fue un intento revolucionario fallido llevado a cabo en Ecuador entre noviembre y diciembre de 1884. Durante ella el Partido Liberal del Ecuador intentó tomar el poder por la fuerza desconociendo al presidente constitucional del Partido Conservador José María Plácido Caamaño.

## Contexto histórico
El 26 de marzo de 1882, el que en aquel momento era el presidente en funciones del Ecuador, Ignacio de Veintemilla da un auto golpe de Estado, convirtiéndose en dictador. Este nuevo intento dictatorial fue recibido con el rechazo generalizado de la población, quienes pronto se levantaron en armas contra el régimen dando inicio a la guerra civil de 1882. Tanto liberales como conservadores participaron en el alzamiento, los cuales para el año de 1883 ya se han organizado en un solo frente conocido como "Los Restauradores".
Finalmente, el presidente Veintemilla es derrocado. Pero tras el final de la guerra, la situación política del país es un caos. Existen 3 gobiernos distintos, los liberales Eloy Alfaro y Pedro Carbo gobiernan la costa, el primero en las provincias de Esmeraldas y Manabí y el segundo en el Guayas, mientras que el Gobierno de Quito dirigido por Francisco Javier Salazar controla el resto del país.
Para poner orden, el conservador José María Plácido Caamaño es designado presidente provisional, el 10 de febrero de 1884 se celebran elecciones, saliendo este como ganador. Descontentos con este resultado, varios liberales deciden preparar un golpe de Estado en contra del presidente. Motivo por el cual, el caudillo Eloy Alfaro decide viajar a Panamá junto con Luis Vargas Torres para preparar desde allí su expedición revolucionaria.
En preparación para su expedición, Alfaro y Vargas Torres compran un buque llamado Alajuela, al cual equipan con artillería y cargan con fusiles y machetes. El buque partiría el 14 o 15 de noviembre rumbo a Ecuador. El gobierno nacional, posiblemente enterado de la situación, inicia la movilización de tropas en los primeros días de noviembre.

## Desarrollo del combate
La Revolución es iniciada el día 14 o 15 de noviembre de 1884 en la hacienda Victoria, ubicada entre Baba, Puebloviejo y Babahoyo, en la provincia de Los Ríos. Esta hacienda pertenecía a María Gamarra de Hidalgo y Eduardo Hidalgo Arbeláez. Los dueños de la hacienda se reunieron con los liberales Emilio Estrada, Marcos Alfaro, Juan Francisco Borja, etc, y juntos reunieron 77 peones y los animaron a tomar las armas diciéndoles que Eloy Alfaro había iniciado la revolución en Manabí y Esmeraldas (a pesar de que esto no era cierto ya que este todavía estaba navegando rumbo a Ecuador). Este grupo de revolucionarios fueron bautizados como Los Chapulos en nombre del río Chapulo que pasaba por dicha hacienda. Estos avanzaron hacia Palenque para reunirse con los seguidores del Coronel Nicolás Infante Díaz, quien se puso al mando de la tropa.
Simultáneamente se realizan levantamientos en otros lugares del país. El 14 de noviembre se inicia un levantamiento en Charapotó, Manabí, y el día 15 el Coronel Medardo Alfaro inicia el levantamiento en Montecristi, la capital de la provincia. Entre el 17 y el 19 de noviembre, el Coronel Manuel Antonio Franco inicia el levantamiento en Esmeraldas. También se producen levantamientos en la sierra, en Riobamba y al norte, en la provincia del Carchi. Algunas fuentes hablan de que también se realizó un intento fallido de asesinato al presidente Plácido Caamaño.
A pesar del éxito inicial de la revolución, el gobierno no tardaría en reaccionar. El 17 de noviembre el presidente pide facultades extraordinarias para poder controlar la insurrección. El Coronel Reinaldo Flores Jijón es nombrado Jefe de Operaciones de la Costa, mientras que el General Vicente Fierro es nombrado Jefe de Operaciones del Norte. La armada inicia la movilización de tropas desde Guayaquil hasta Manabí, donde formarán una división conducida por el coronel César Guedes. El Coronel Euclides de Angulo comandará una división hacia el norte, por otro lado, 600 hombres avanzan hacia Los Ríos desde Guayaquil al mando del General Secundino Darquea.

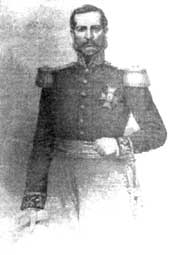
General Secundino Darquea.

### La guerra en Manabí
El día 15 de noviembre, el buque de la armada ecuatoriana Nueve de Julio parte desde Guayaquil llevando tropas hacia Manabí. El día 17, 240 hombres desembarcan en Manta. Las fuerzas del gobierno dirigidas por César Guedes toman por la fuerza la ciudad de Montecristi el 18 de noviembre y el día 20 se apoderan de Portoviejo sin encontrar resistencia alguna. El mismo día enfrentan a los liberales en Picoazá y el 25 los enfrentan en el Cerro de hojas.
Mientras tanto, el buque Nueve de Julio viaja hacia el Norte dirigido por el Capitán de Fragata Nicolás Bayona Ors. Se encuentra con el buque Alajuela en la bahía de Tumaco, en aguas colombianas el 20 de noviembre, en el, Eloy Alfaro y Vargas Torres viajaban hacia Ecuador. Se da inicio al enfrentamiento conocido como la Acción naval de Tumaco, la cual se selló con daños y bajas menores para ambos barcos. Finalmente, el Alajuela llega al puerto de Esmeraldas el 23 de noviembre, lugar donde desembarca Luis Vargas. Alfaro parte de nuevo al día siguiente rumbo a Manabí con una tripulación de 70 hombres, el día 26 llegan a Bahía de Caráquez, puerto controlado por los liberales.
El día 27 de noviembre, Eloy Alfaro acude a reforzar las tropas del coronel Juan Centeno, y juntos logran detener el avance de las fuerzas del gobierno en Charapotó, aunque la población es incendiada. Las fuerzas liberales reúnen aproximadamente 260 hombres, con los que intentarían avanzar sobre Portoviejo, defendida por el ejército gobiernista, produciéndose el combate el 1 de diciembre. Las tropas del gobierno vencieron a los rebeldes liberales en la batalla, los cuales se retiran hacia Bahía de Caráquez.
El 30 de diciembre una flotilla de cinco buques del gobierno; el Nueve de Julio, el Seis de Diciembre, el Sucre, el Mary Rose y la Victoria parten de Guayaquil al mando de Reinaldo Flores, llevado todavía más tropas de refuerzo para desembarcar en el puerto de Manta. Inician el desembarco el día 5. Ya que el buque Alajuela todavía estaba anclado en la Bahía de Caráquez, el Nueve de Julio intenta bloquear la salida de dicho puerto para evitar que el buque rebelde pudiera entorpecer el desembarco. Pero esa misma noche, Eloy Alfaro junto con el capitán Andrés Marín logran escapar el bloqueo y atacar al Seis de Diciembre, produciéndose el combate naval de Jaramijó, a pesar de sufrir grandes bajas, la superioridad de los buques de la armada se impuso, logrando incendiar al Alajuela, la cual encalla en la playa de Balsamaragua en la madrugada del 6 de diciembre. Muchos liberales mueren o son hechos prisioneros, pero Eloy Alfaro logra huir flotando en un barril.

### La guerra de los Chapulos
Nicolás Infante y los Chapulos, después de haberse reunido en Palenque, el 26 de noviembre avanzan hacia Balzar, en dirección a Manabí, con la intención de unirse a las demás tropas rebeldes. Pero debido a que tropas de Secundino Darquea estaban marchando hacia Los Ríos desde Guayaquil, los Chapulos deciden marchar de regreso a Palenque.
Cerca de Puerto Canoa, los rebeldes organizan una emboscada contra 200 gobiernistas el 29 de noviembre, esta es conocida como el Combate de Maculillo, el cual resulta en una total victoria rebelde y en la retirada de los gobiernistas hacia Guayaquil.
El ejército de Darquea, una vez reagrupado logra atacar a los rebeldes en la hacienda Piscano, cerca de Palenque al mediodía del 14 de diciembre. El Combate de Piscano es una derrota total para los rebeldes que intentan huir en dirección a Quevedo mientras los gobiernistas les persiguen de cerca. Durante la huida se producen varias escaramuzas que diezman a los Rebeldes. Esa noche, mientras dormían en las montañas de Palenque fueron rodeados por las tropas de Darquea y tomados prisioneros. Nicolás Infante y Marcos Alfaro intentaron evadirse al amparo de la oscuridad, pero su esfuerzo resultó inútil, pues toda la zona estaba ocupada por tropas del gobierno, en la mañana del 1 de enero de 1885, Nicolás Infante fue fusilado, poniendo fin con su muerte a la Revolución de los Chapulos.

### La Guerra en el norte
El combate en el norte de la sierra Ecuatoriana no fue tan intenso como lo fue en la costa. Consistió de varias escaramuzas en la zona de la frontera con Colombia, entre los rebeldes liderados por el coronel Francisco Hipólito Moncayo contra las tropas del General Vicente Fierro. El 5 de diciembre los rebeldes intentaron ocupar la hacienda El Car, pero tras un enfrentamiento con el ejército, fueron derrotados y huyeron hacia Colombia.

## Epílogo
Varios de los líderes de la rebelión fueron capturados y fusilados a pesar de que la constitución de 1884 decía que la pena de muerte solo se podía aplicar para los delitos de asesinato y parricidio, pero no para crímenes políticos, entre los ejecutados se encuentra Nicolás Infante.
Eloy Alfaro y otros líderes como Medardo y Flavio Alfaro deciden huir del país. Luis Vargas Torres, quien todavía se encontraba en pie de guerra en la provincia de Esmeraldas, ante las noticias de las derrotas sufridas por sus compañeros decide esconder sus armas para evitar que sean capturadas por el ejército del gobierno y abandona el país el 16 de diciembre.
Los liberales ecuatorianos harían nuevos intentos de tomar el control del país sin éxito en 1886 y 1887, estos resultarían en la muerte de Vargas Torres. Aunque finalmente lo conseguirían en la revolución liberal de 1895, tras la cual Eloy Alfaro se convertiría en presidente.